# ヴォルガ川

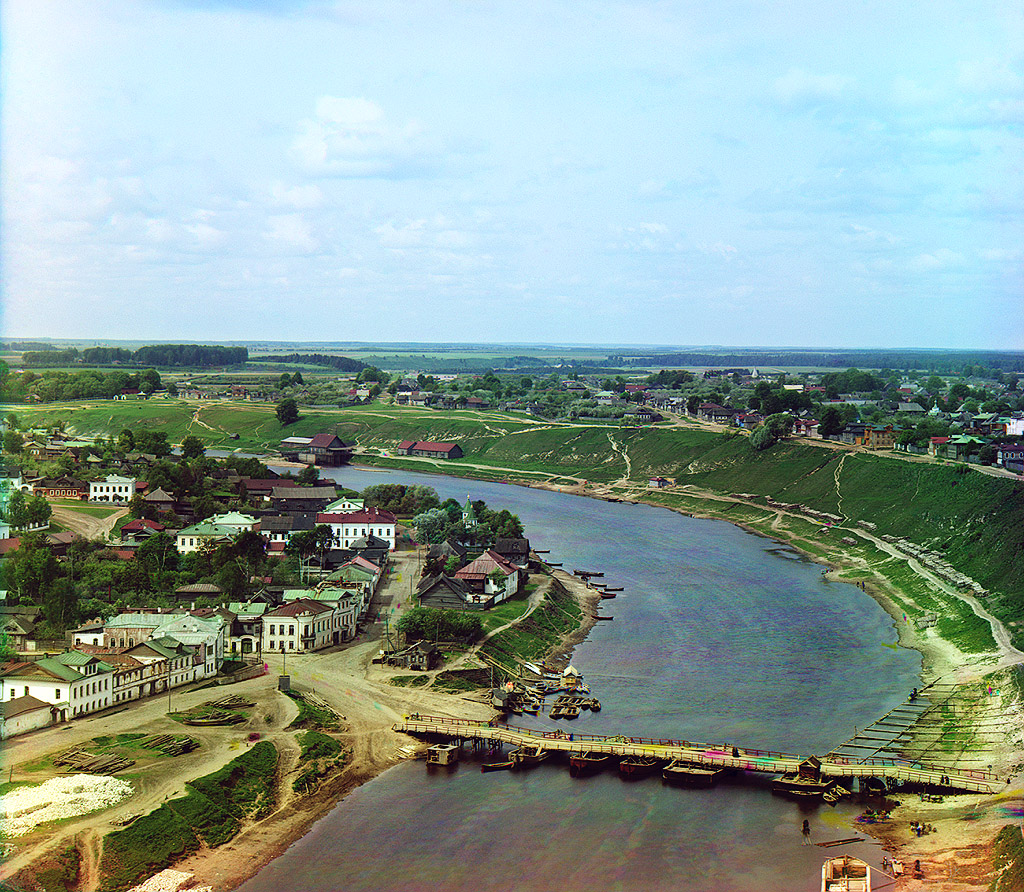
最上流の町・ルジェフ周辺（1909年から1915年頃のカラー写真）

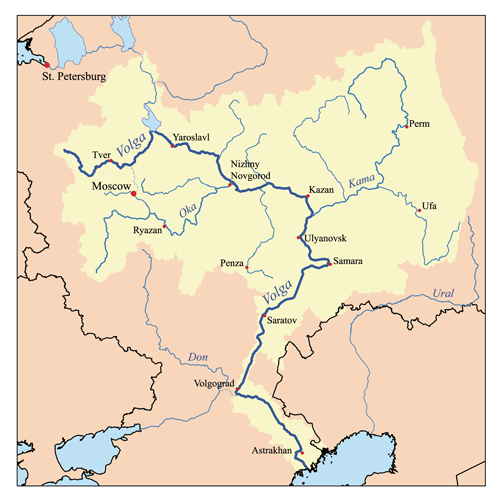
ヴォルガ川流域

ヴォルガ川（ヴォルガがわ、倭爾加川 ロシア語: Во́лга   発音 ）は、ロシア連邦の西部を流れる、ヨーロッパ州最長の川で、ロシア主要部（ヨーロッパ・ロシア中心部）を水系に含む「ロシアの母なる川」でもある。全長は3,690kmにおよぶ。

## 名称
スキタイはヴォルガ川を「湿気」という意味の "Rā"（Ῥᾶ）と呼んでいた。『アヴェスター』には「神秘の流れ」という意味の "Raŋhā" と言及され、サンスクリット語では同じ意味で "rasā́h" と呼ばれている。ソグド語では「血管」という意味の "r'k"（*raha-ka、vein, blood vessel）と呼ぶ。現代モルドヴィン諸語では "Rav"（Рав）と呼ぶ。スラブ民族はスキタイ系の名称を翻訳した借用語の「ヴォルガ」と呼んだ。
この地のテュルク系諸族はヴォルガ川をイティル川（カラチャイ・バルカル語: Итил、タタール語: Идел、バシキール語: Иҙел、カザフ語: Еділ、チュヴァシ語: Атăл）と呼んでいた。その一方、モンゴル諸族はイジル川（モンゴル語: Ижил мөрөн、カルムイク語: Иҗил-һол）と呼んでいた。
ヴォルガ川中流域からウラル山脈にかけてのテュルク系のヴォルガ・タタール人・バシキール人やフィン・ウゴル系のマリ人などの多く住む地方は、イデル＝ウラルと呼ばれる。フン族もこの流域に移動しており、アッティラ大王の名はこの川に由来するという見方もある。

## 流路

### 上流
モスクワとサンクトペテルブルクの中間にあるヴァルダイ丘陵の海抜225mを源流とし、モスクワの北を南北に蛇行しながらルジェフを通り、トヴェーリでトヴェルツァ川と合流する。トヴェルツァ川は源流のあるヴイシニー・ヴォロチョークで、ネヴァ川へと流れ込むツナ川と近接しており、この両河川を通りバルト海とヴォルガ川をつなぐルートは古くから利用されており、ヴァリャーギからギリシアへの道の重要なルートとなっており、トヴェーリはこの交通の要所として栄えた。ドゥブナでは南のモスクワからのモスクワ運河と接続する。ドゥブナからは北東に向きを変え、ウグリチを通りルイビンスクへとたどりつく。ルイビンスクには1941年に完成した巨大なルイビンスク・ダムがヴォルガ川の流れを堰き止め、人造湖としては世界第8位というルイビンスク湖を形成している。ルイビンスク湖の北端にはシェクスナ川がつながっており、ここからオネガ湖、ラドガ湖を通ってサンクトペテルブルクまで水運がつながっている。ルイビンスクからヴォルガ川は東に流れ、ヤロスラヴリ、コストロマを通る。このウグリチからコストロマまでの区間は、ロシアの古い都市群、いわゆる「黄金の環」と呼ばれる地位の北端に位置し、ウグリチ、ルイビンスク、ヤロスラヴリ、コストロマはそれぞれ黄金の環に属する都市であり、古い歴史を持っている。ヴォルガ川はキネシマを通ったのち、ゴロジェッツとザヴォルジエのすぐ上流にあるニジニ・ノヴゴロド・ダムが遮っている。このダムの水力発電所は両市の大きな産業となっている。その下流、ニジニ・ノヴゴロドでヴォルガ川は西から流れてきたオカ川と合流する。このオカ川との合流地点までがヴォルガ川の上流とされる。このヴォルガ上流の流れる地域、つまりトヴェーリ州、ヤロスラヴリ州、コストロマ州、イヴァノヴォ州北部は、総称してヴォルガ上流地方（ヴェルフニェヴォルジェ）と呼ばれる。このヴォルガ上流地方はタイガの広がる地域で、混合農業が営まれ、酪農が盛んでチーズやバターがよく生産される地域である。

### 中流
ニジニ・ノヴゴロドは人口120万人を数え、ロシア国内でも第4位、ヴォルガ川沿岸では最大の都市である。古くから交通の結節点として重要な土地であり、またヴォルガ川の水運を利用した北部のタイガ地帯と南部の平原との間の交易都市として栄え、ニジニ・ノヴゴロドの定期市は、19世紀半ばまで、中央アジアからやってくるブハラ商人とロシア人たちとの重要な交易の場となっていた。ここでオカ川が合流することで、ヴォルガ川の水量はほぼ倍増する。ここからもしばらくは東進し、南岸にあるチュヴァシ共和国の首都チェボクサルを通過したのち、タタールスタン共和国の首都カザンの辺りで東から南へと流れを変え、カザンの南で東のウラル山脈から流れてきたカマ川をあわせ、一帯は2005年にユネスコの生物圏保護区に指定された。ニジニ・ノヴゴロドからカザンまではヴォルガ川をほぼ境として、北はタイガ、南は混合林地帯となっている。このカマ川との合流地点までがヴォルガ川の中流域となる。この中流域はほぼ全域が沿ヴォルガ連邦管区に含まれる。そのうちヴォルガ川沿岸の州は、上流からニジニ・ノヴゴロド州、マリ・エル共和国、チュヴァシ共和国、タタールスタン共和国となっている。

### 下流・サマーラ屈曲まで
カマ川合流地点から南下したヴォルガ川は、西岸のプリヴォルガ高地と、東岸の低地に挟まれながらウリヤノフスクを過ぎたのち、クイビシェフ・ダムのあるトリヤッチからジグリ山地にぶつかって大きく屈曲し、サマーラでサマーラ川と合流したのち、再び元の方向へと向きを変える。このサマーラ付近の流路は横を向いたUの字形をしており、「サマーラ屈曲」と呼ばれる。この区域はほぼ全域が沿ヴォルガ連邦管区に含まれており、2006年にジグリ自然保護区一帯が「ヴォルガ中流域統合生物圏保護区」としてユネスコの生物圏保護区に指定された。そのうちヴォルガ川沿岸の州は、上流からタタールスタン共和国、ウリヤノフスク州、サマーラ州となっている。この地域の植生は、ほぼ全域が森林ステップとなっている。また、カマ川合流地点以南の土壌は肥沃な黒土であり、いわゆる黒土地帯としてロシアの農業の中心地域となっている。

### 下流・カスピ海まで

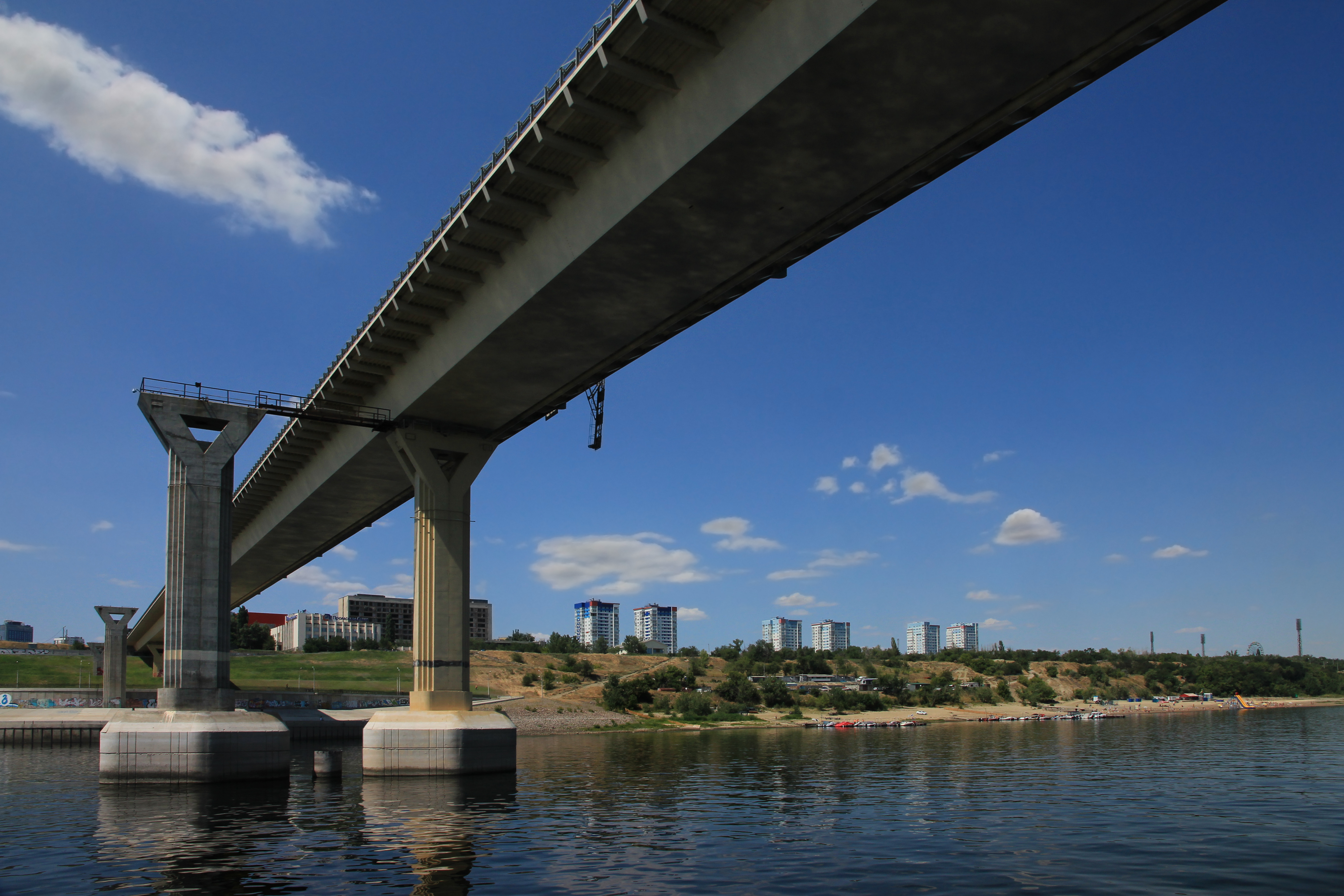
ヴォルゴグラードでのヴォルガ川

サマーラ屈曲はシズラニで終わり、再びヴォルガ川は南西へと流路を変えるが、西岸がプリヴォルガ高地、東岸が低地となっていることには変わりない。バラコヴォに建設されたダムから広がるサラトフ湖は、シズラニまで広がっている。サラトフ、エンゲリスなどの都市を経由し、カムイシンの遙か上流まで広がり、ヴォルシスキーのダムまで広がるヴォルゴグラード湖を抜ける。ヴォルシスキーではヴォルガ川最大の派川にあたるアフトゥバ川を東に分けたのち、ヴォルゴグラードで南東へと向きを変える。ヴォルゴグラードは帝政時代はツァリーツィン、スターリン時代はスターリングラードと呼ばれた町であるが、同じくこの付近で屈曲し西へと流路を向けるドン川との距離が最も狭まる地点であり、また、プルヴォルガ高地もヴォルゴグラードまでで途切れるため、古くから両河川交通の連結地として交通の要衝となってきた。ソヴィエト連邦時代に入り、ヴォルゴグラードの南からドン川までヴォルガ・ドン運河が建設され、両河川は水運で結ばれた。ここまでの地域は肥沃な黒土の広がる、いわゆる黒土地帯であり、春小麦やヒマワリなどが盛んに栽培される。しかしこの地域はすでに気候的にはかなり乾燥しており、灌漑なしでは穀物栽培が不可能であるため、この地域には大規模な灌漑施設が整えられ、灌漑面積はロシア全体でも大きな割合を占めている。ヴォルゴグラードには2009年に全長7kmに及ぶヴォルゴグラード橋が架けられヴォルガ川の両岸が結ばれたが、橋は強風時に共振を起こし大きく揺れたため翌年には再改修された。
ヴォルゴグラードより南は完全な乾燥地帯となり、ヴォルガ川河岸地域を除いては半砂漠が点在する。また、この区間では本流に合流する支流がなくなる代わりに、多数の派川が本流から分岐する。このうちで最も大きな派川はアフトゥバ川である。これらの多数の派川はほぼヴォルガ本流に並行して流れ、なかでもアフトゥバ川はヴォルガ本流の北を450km並行して流れたのち、最後まで合流しないままカスピ海へと流入する。この両河川の間は幅20kmから30kmほどの氾濫原となっており、2011年にユネスコの生物圏保護区に指定された。この氾濫原は乾燥地の中の大オアシスとして、またこれらの河川のもたらす肥沃な土壌を利用した果物や野菜の生産地として知られている。またカスピ海沿岸低地に入るため、海面よりも低いところを流れることになり、アストラハンの近くの海抜マイナス28m地点でカスピ海に注ぐ。カスピ海は水深が浅く、ヴォルガ川はここでアストラハンを中心とした広大なヴォルガ・デルタを形成する。このデルタの河口、カスピ海に注ぎ込む部分は幅150kmにも及ぶ。このデルタにはヴォルガ川の派川が無数に流れており、低湿地帯であることなどからあまり開発の手がはいっておらず、自然保護区に指定されて野鳥の楽園となっている。三角州一帯は1976年にラムサール条約登録地となり、1984年にユネスコの生物圏保護区にも指定された。行政区分としては、サラトフ付近がサラトフ州として沿ヴォルガ連邦管区に、ヴォルゴグラード州とアストラハン州は南部連邦管区に属する。

## 地理
ヴォルガ川の支流にはオカ川やカマ川といった大河が含まれ、ヴォルガ川水系はモスクワ都市圏をはじめロシアの人口の多い地域や経済的・政治的に重要な地域をすっぽりと覆っている。カスピ海に注ぐ三角州・ヴォルガ・デルタは160kmにわたり伸びており、その中にアストラハンなどの街があり、500程度の派川に分かれている。
帝政ロシア時代にはヴォルガ川海軍艦隊が置かれた。ヴォルガ川は水運が盛んなほか、ヴォルガ・ドン運河、モスクワ運河、ヴォルガ・バルト水路など多くの運河が建設されており、運河やドン川を伝って、白海、バルト海、カスピ海、アゾフ海（黒海）などの間が水路で繋がっている。また巨大なダムと水力発電所が流域に多数建設され、多数の町を沈めた海のような貯水湖がいくつも連なっている。ヴォルガ川は冬季結氷し、上流では11月下旬から4月中旬ごろまで、下流では12月上旬から3月中旬まで船舶の航行ができない。
ヴォルガ川の水の供給源のうちで最も重要なものは冬の雪と氷であり、これらが溶ける春にヴォルガ川の水量は最多となる。特にこれらの水の集中する南部では、かつては春になると毎年のように洪水が起こっていた。また逆に、夏季には水量の低下が起こり、船舶の航行に支障をきたすこともままあった。こうした状況を改善するべく、ソビエト連邦時代にはヴォルガ川沿岸に次々とダムが建設され、水量の調節によってこうした災害は起こらなくなったものの、ヴォルガ川は半ばダムと貯水池の連続体のような形となった。
周辺の気候は、上流部は森林で、南下するに従い森林ステップ、サラトフ以南はステップと半砂漠になり、河口のアストラハン周辺は砂漠気候となる。
流域は肥沃で麦が大量に生産される。ヴォルガ川によって灌漑される農地は200万ヘクタールに及ぶ。また、石油・天然ガス・岩塩などの鉱物資源も豊富である。ヴォルガ・デルタとカスピ海は漁業が盛んで、アストラハンはキャビア生産の中心地となっている。一方で沿岸の化学工場による汚染も問題となっている。

## 支流
下流より記載
- アフトゥバ川（派川）
- サマーラ川
- ソク川
  - コンドゥルチャ川
- カマ川
  - ヴャトカ川
    - チェプツァ川

  - ザイ川
  - イク川
  - イジ川
  - ベラヤ川
    - ウファ川

  - チュソヴァヤ川
  - ヴィシェラ川 (ペルミ地方)
- カザンカ川
- スヴィヤガ川
- ヴェトルガ川
- スラ川
- オカ川
  - クリャージマ川
    - ネルリ川
    - コロクシャ川 (ヴラジーミル州)

  - モクシャー川
  - ヴォジャ川 (リャザン州)
  - モスクワ川
    - ヤーウザ川

  - ウグラ川
  - ジズドラ川
  - ウパ川
- ウンジャ川（ロシア語版、英語版）
- メジャ川（ロシア語版、ドイツ語版）
- コストロマ川
- コトロスリ川
  - ネロ湖
- ウフラ川
- シェクスナ川
  - ベロエ湖
- モロガ川
- シチ川 (ヴォルガ川水系)
- ユホチ川
- ショーシャ川
  - ラーマ川
- トヴェルツァ川
- ヴァズーザ川

## 河川施設
9つの大規模水力発電所と多数の人工湖がヴォルガ川に沿って続いている。人工湖には以下のようなものがある。上流より記載
- ヴォルゴ湖 （Volgo Lake、Волго）
- イワンコフスコエ湖（モスクワ海） （Ivankovskoye Reservoir、 Иваньковское водохранилище）
- ウグリチ湖 （Uglich Reservoir、Угличское водохранилище ）
- リビンスク湖 （Rybinsk Reservoir、Рыбинское водохранилище ）
- ゴルコフスコエ湖 （Gorkovskoye Reservoir、Горьковское водохранилище）
- チェボクサリ湖 （Cheboksary Reservoir、Чебоксарское водохранилище）
- クイビシェフ湖（サマラ湖） （Kuybyshev Reservoir / Samara Reservoir、 Куйбышевское водохранилище） - クイビシェフ水力発電所
- サラトフ湖 （Saratov Reservoir、Саратовское водохранилище ）
- ヴォルゴグラード湖 （Volgograd Reservoir、Волгоградское водохранилище）- ヴォルガ水力発電所

## 歴史

### 古代から中世

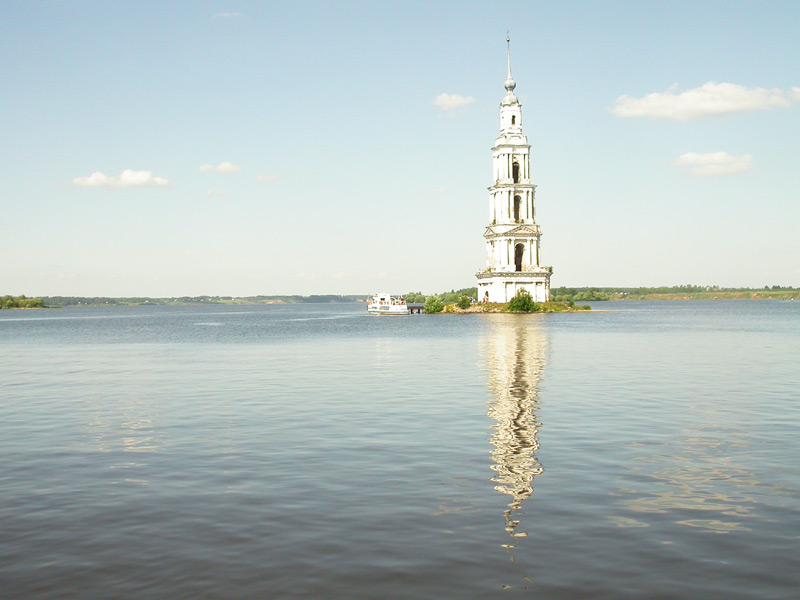
ダム湖に沈んだカリャージン（トヴェリ州）の街の鐘楼

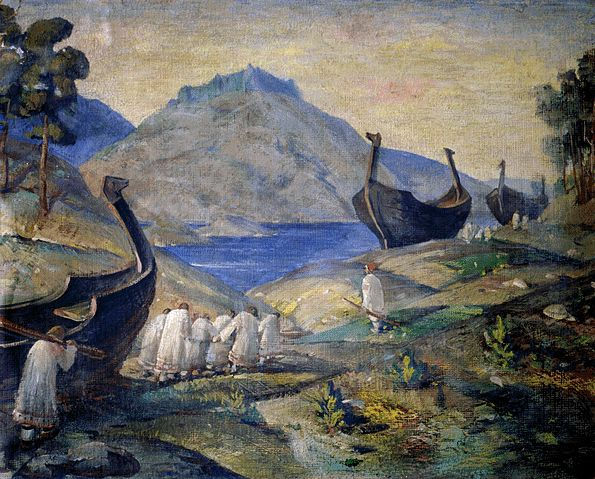
ヴァリャーグの船は、水系から水系の間の最も距離の縮まる地点で川から引揚げられ、低い分水嶺を超えて隣の水系の川で下ろされた（連水陸路）。ヴァリャーグはこうしてラドガ湖方面からヴォルガ川へと進出している

古代のアレクサンドリアの学者、プトレマイオスは著書『ゲオグラフィア（地理学）』（第5巻、第8章、アジアの地図のその2）においてヴォルガ下流に触れている。彼はこの川をスキタイ人の呼び名である「ラ（Rha）」と呼んだ。プトレマイオスは、ドン川とヴォルガ川は上流でつながっていて、極北の楽園・ヒュペルボレオイ（Hyperborea）の山々から流れてくると考えていた。
ヴォルガ下流は、インド・ヨーロッパ祖語を話した原インド・ヨーロッパ民族（クルガン仮説を参照）の文明のゆりかごと広く信じられている。紀元1世紀から10世紀ころまでにフン族ほか多くのテュルク系遊牧民が移住しスキタイ人と入れ替わった。
その後、ヴォルガ川流域はアジアからヨーロッパにかけての民族移動に大きな役割を果たした。11世紀から12世紀にかけてはルーシ族などのヴァイキング（ヴァリャーグ）が北欧からヴォルガ川に進出し、ヴォルガ川からカスピ海を経てペルシャやバグダードに至る交易路を築いたほか、ヴォルガ川流域やカスピ海沿岸を盛んに襲った。ラドガ湖畔にあるラドガを拠点としてバルト海とヴォルガ上流からカスピ海を結ぶこのルートは、ドニエプル川方面からコンスタンティノープルへと向かう、いわゆる「ヴァリャーギからギリシアへの道」とともに、ヨーロッパの東方交易の基幹ルートを一時になっており、バルト海沿岸に多量の銀貨と繁栄をもたらした。
ヴォルガ川上流とその支流域ではフィン・ウゴル語派の諸民族に代わりロシア人による諸公国が栄え、ロシア人の政治や精神文化のゆりかごとなった（これらの公国のあった古都は「黄金の環」と呼ばれている）。これらの諸公国の上位には、ウラジーミル・スーズダリ大公国があり、同大公国はヴォルガ川上流域をほぼその版図としていた。ヴォルガ中流域より下流はテュルク系民族の世界であった。ヴォルガ川中流では、テュルク系ブルガール人の強力な政権ヴォルガ・ブルガールがヴォルガ川とカマ川の合流点付近に成立し農業や交易で栄えた。ヴォルガ下流からカスピ海にかけての広い範囲にはハザール王国があった。ハザールがヴォルガ河口に建設した首都イティル（Atil、アティル）、ヴォルガ下流のサクシン（Saqsin、サクスィーン）、同じく後にモンゴルがヴォルガ下流に建てたサライなどは東西交易で栄え、中世の世界でも有数の都市として知られていた。
ハザールは衰退し、11世紀ごろテュルク系キプチャク人に取って代わられたが、その後キメック人がキメック・ハン国（743年 - 1220年）を興した。

### モンゴルの支配
13世紀になると、ヴォルガ流域にモンゴル人が侵入した。モンゴル人はまず1223年にヴォルガ・ブルガールへと侵攻し、この時はサマーラ屈曲部の戦いにおいて撃退されたものの、1226年に再度侵攻してヴォルガ・ブルガールを滅亡させた。さらにモンゴルは西進を続け、モンゴルのルーシ侵攻によってヴォルガ川上流域もほとんどはモンゴルに占領された。さらに下流域のキプチャク人も滅ぼされ、ヴォルガ流域はすべてモンゴル領となった。モンゴル軍を率いるバトゥは1242年、モンゴル帝国本国からの自立を決し、中央政権（黄金のオルド）の置かれたサライの街を中心とするジョチ・ウルス（キプチャク汗国）が建てられた。キプチャク汗国はヴォルガの中流・下流域を直接支配下に置いてものの、上流部のルーシ諸公国に関しては間接統治にゆだねた。しかしその統治はかなり厳しいもので、後年「タタールのくびき」と呼ばれるようになる。そうした中、それほど開発の進んでいなかったヴォルガ川上流部はモンゴル軍侵攻の害もルーシの他地方に比べれば軽微なものであったため、他地域からの住民が流入し、「黄金の環」の諸都市はこれ以降、ロシアの中心として力をつけていくこととなった。その中でも、もっとも力をつけてきたのがモスクワ大公国であり、トヴェリ公国やスーズダリ公国（このころはニジニ・ノヴゴロドに首都を移しており、ニジェゴロド・スーズダリ公国と呼ばれる）といった諸公国との抗争を制し、1392年にはニジェゴロド・スーズダリ公国を併合、1485年にはトヴェリ公国を併合し、15世紀末にはヴォルガ上流域を支配下に収めることとなった。

### ロシア時代

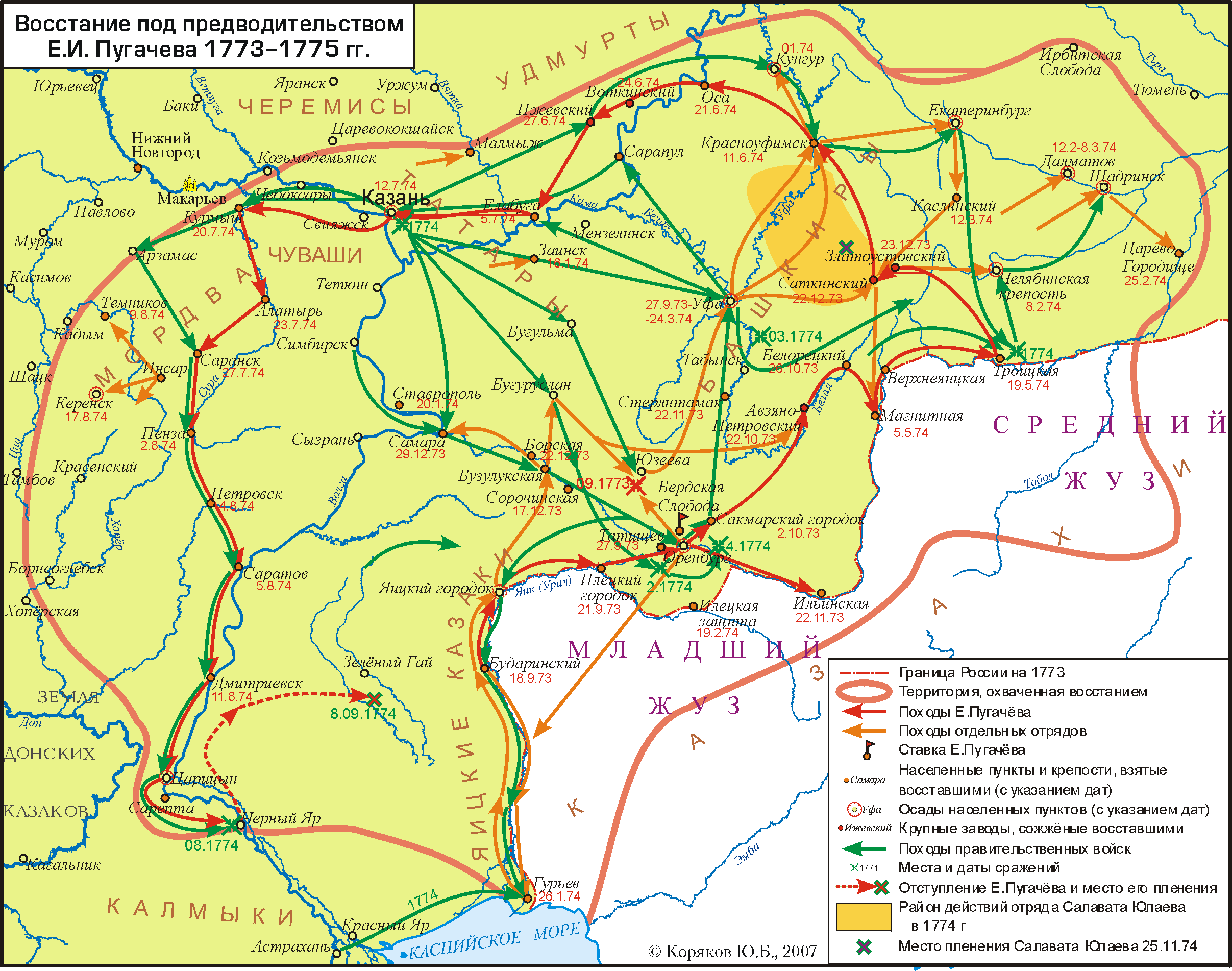
プガチョフの乱の戦闘の経過 (1773—1775)
プガチョフ軍（赤）

やがて15世紀に入るとジョチ・ウルスの中央政権が弱体化し、ヴォルガ川流域では1438年にヴォルガ中流にカザン・ハン国、ヴォルガ下流には1466年にアストラハン・ハン国が建国された。1480年にはモスクワ大公国が独立し、1502年にはジョチ・ウルスは首都サライをクリミア・ハン国に攻略されて滅亡した。これ以降も上流域がロシア人、中下流域がトゥルク系の両国の支配下にある状況はしばらく続いたが、16世紀なかばにはモスクワ大公国のイヴァン4世（イヴァン雷帝）がこの両国に進攻を開始し、1552年にはカザン・ハン国が滅亡、1556年にはアストラハン・ハン国が征服され、アストラハン滅亡を危惧したオスマン帝国の侵攻も退けて、ヴォルガ流域はすべてモスクワ大公国領に統一された。この統一は以後現代にいたるまで続き、ヴォルガ流域はロシアの中心部としての扱いを徐々に受けるようになっていった。手中に収めたヴォルガ川本流の支配を確実なものとするため、モスクワ大公国はフョードル1世次代に、ヴォルガ川沿いにサマーラ（1586年）、ツァリーツィン（1589年）、サラトフ（1590年）と次々と要塞を建設していき、これが現在の中下流域のヴォルガ沿岸の重要都市の起源となった。17世紀初頭の大動乱期にはポーランドのロシア侵入によって首都モスクワが陥落し、一時ロシアの中央政権が不在となったが、この際もヴォルガ沿岸まではポーランド・リトアニア共和国軍は到達することができず、とくにヴォルガ上・中流の諸都市はロシアの反攻の拠点となった。1611年、ニジニ・ノヴゴロドでクジマ・ミーニンによって義勇軍が結成され、ドミートリー・ポジャールスキー率いる義勇軍はポーランド軍を撃破してモスクワを解放した。これを受けて1613年に召集された身分制議会ゼムスキー・ソボルで、コストロマに隠棲していたミハイル・ロマノフが新たにツァーリに選出され、ロマノフ朝が成立した。
ロシアがカザン・ハン国やアストラハン・ハン国といったテュルク系諸政権を征服した後もノガイ・オルダやカルムイク人といった遊牧勢力がヴォルガ中下流域に出没を続け、この地方の統治は安定しなかった。ヴォルガ中下流域は辺境であり続け、17世紀なかばにはドン・コサックの頭領、スチェパン・ラージン（ステンカ・ラージン）によってヴォルガ川水系は下流から上流まで、さらにカスピ海沿岸のペルシャまで荒らされ、彼の組織した反乱軍は1670年には明確に反乱の形をとって、アストラハン、ツァリーツィン、サラトフを占領し、さらにヴォルガを遡って皇帝のいるモスクワにまで迫ろうとし、シンビルスク（現ウリヤノフスク）を攻囲したものの、政府軍に鎮圧された。こうした状況を改善するべく、1719年にロシア皇帝ピョートル大帝の命令で人口希薄なヴォルガ川沿岸の空白地の耕作へドイツ人の移民誘致が始まり、タタール人との緩衝地帯形成が期待された。この政策によってヴォルガ中下流域の開発が進められると同時に、これらの新定住民の増加によってこの地域で遊牧を行っていたカルムイク人は圧迫され、1771年に彼らの父祖の地にあたる東トルキスタンのイリ地方へ半数が帰還した。残った半数は主にヴォルガ川下流域の南側、現在のカルムイク共和国周辺へと移動した。このカルムイク人の移動を止めることのできなかったロシア政府の威信は失墜し、1773年にはエメリヤン・プガチョフによってプガチョフの乱が勃発した。プガチョフ軍はカザンを焼き払い、ツァリーツィンなどヴォルガ川中下流域の広い範囲を荒らしまわったが、翌1774年には鎮圧された。この大反乱の後、ヴォルガ中下流域の開発はさらに進められた。エカテリーナ2世も引き続き奨励策を取ったためドイツ人の流入も続き、19世紀末にはヴォルガ・ドイツ人は179万人に達し、ヴォルガ沿岸は大きく開発された。また、ロシアと中央アジアとの交易においても、この時期のヴォルガ川は大きな役割を果たしていた。中央アジア交易を握るブハラ商人は、ブハラから北西に進んでカスピ海に出、船でカスピを横断したのちアストラハンからヴォルガ川をさかのぼり、ニージニー・ノヴゴロドの定期市へと向かうルートをこの交易のメインルートとしていた。ニージニー・ノヴゴロド定期市は北の森林地帯やタイガと南のステップ地帯、さらにはそこを越えて中央アジアとの交易の結節点となっていた。この交易ルートは、鉄道建設が本格化する19世紀後半まで命脈を保っていた。

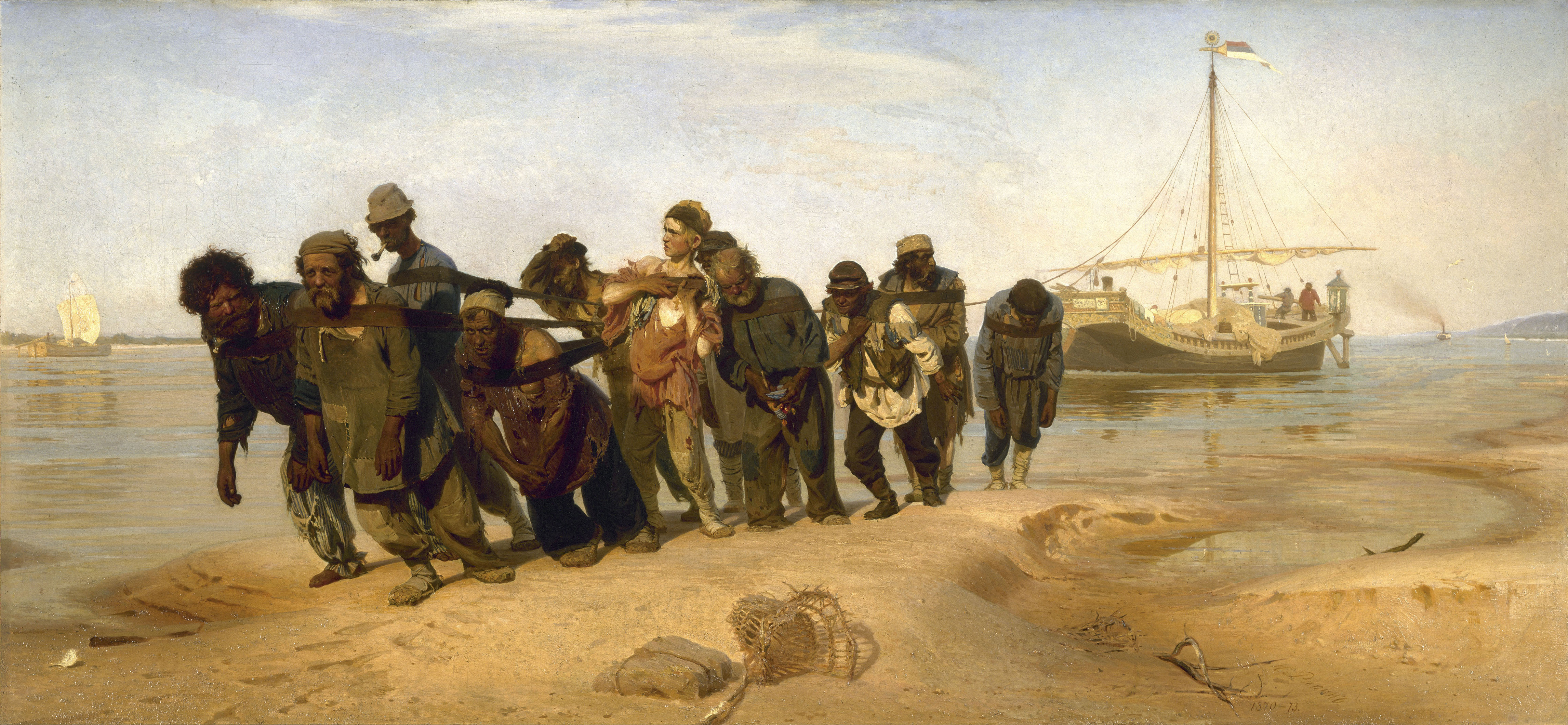
イリヤ・レーピン『ヴォルガの舟曳き』。はしけを川上に引いて歩く船曳き人夫（Burlak）を描いたもの

1917年にロシア革命が勃発すると、ヴォルガ川沿岸地域も政治的混乱に巻き込まれた。はじめはボルシェヴィキが各地で支配を確立したものの、1918年に入ると各地で白軍が蜂起し、ロシア内戦が勃発した。ヴォルガ川沿岸でもチェコ軍団が蜂起してシズラニ、サマーラ、カザンを相次いで占領した。カザンにはイデル＝ウラル国、サマーラには憲法制定議会議員委員会が設立され、赤軍と激しい戦いを繰り広げたものの、やがて鎮圧されていった。新しく成立したソヴィエト政府はヴォルガ川の開発を進め、各地にクイビシェフ水力発電所・スターリングラード水力発電所など用の巨大なダムを建設してヴォルガ川の治水、航路安定、電力確保を目指した。第二次世界大戦時、カフカスに向かって侵入したドイツ軍はじめ枢軸国軍は、ヴォルガ川がドン川に向かって大きく曲がる地点にある要衝スターリングラード（現在のヴォルゴグラード）の攻略を目指してソ連軍との間で激しい野戦・市街戦が行われた。このスターリングラード攻防戦はロシア史上のみならず世界戦争史上でも最も激しい戦いであり、地域は焼け野原と化した。戦後スターリンは自己の名前を冠したこの地に、自然改造計画の一環として大規模な植林事業を行い、ショスタコーヴィチは事業とスターリンを礼賛する『森の歌』を葛藤を抱えつつ上梓した。大戦中、サマーラなどのヴォルガ川中下流域には多くの軍事工場が疎開し、これを中心として戦中・戦後にこの地方の重工業化がすすめられた。この重工業化のため、さらにヴォルガのダム建設は進み、1952年にはヴォルガ・ドン運河が完成して、ヴォルガ川とドン川は水路で接続されることとなった。

## 民族

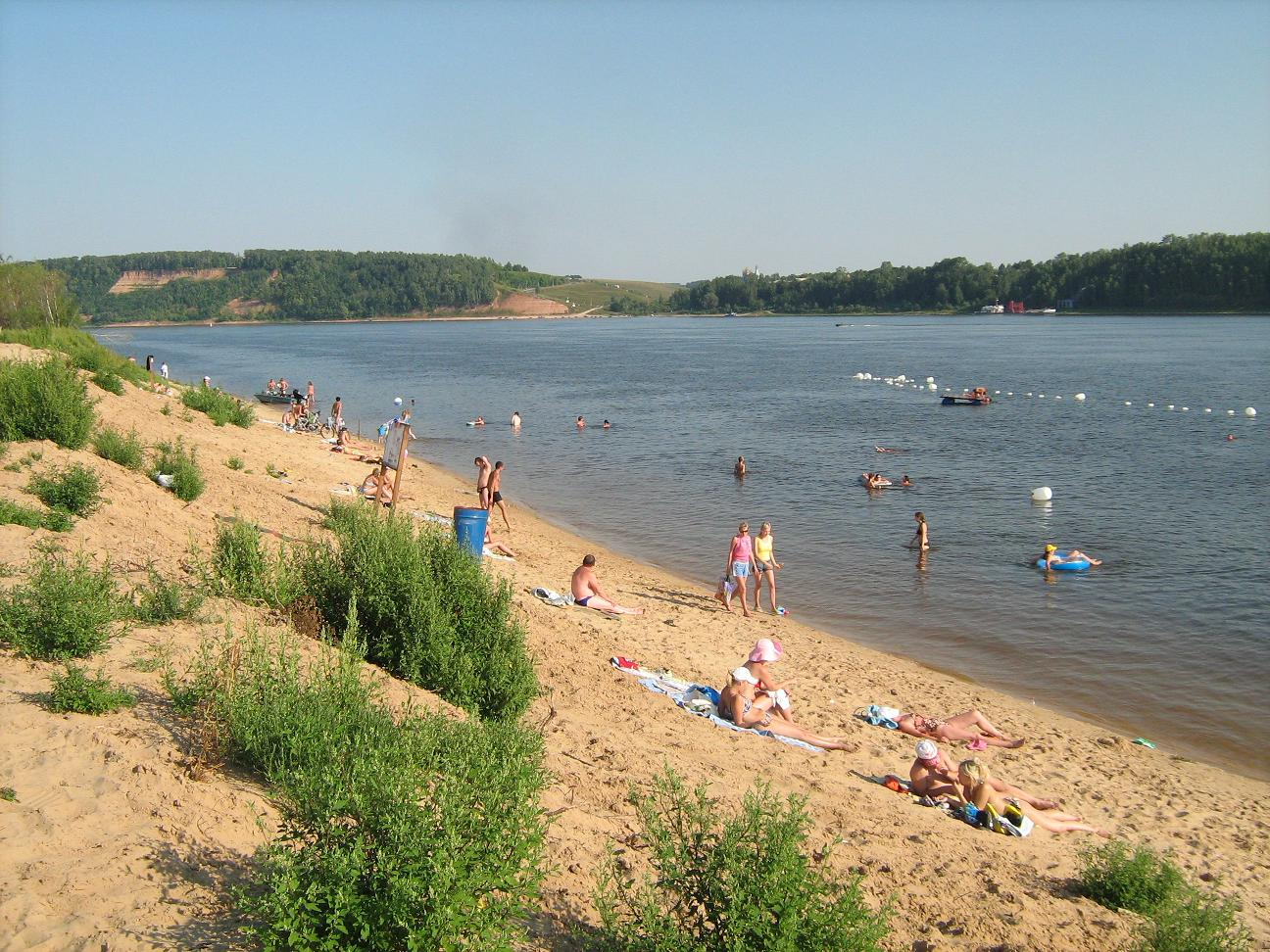
クストヴォ付近のヴォルガ川、水浴場

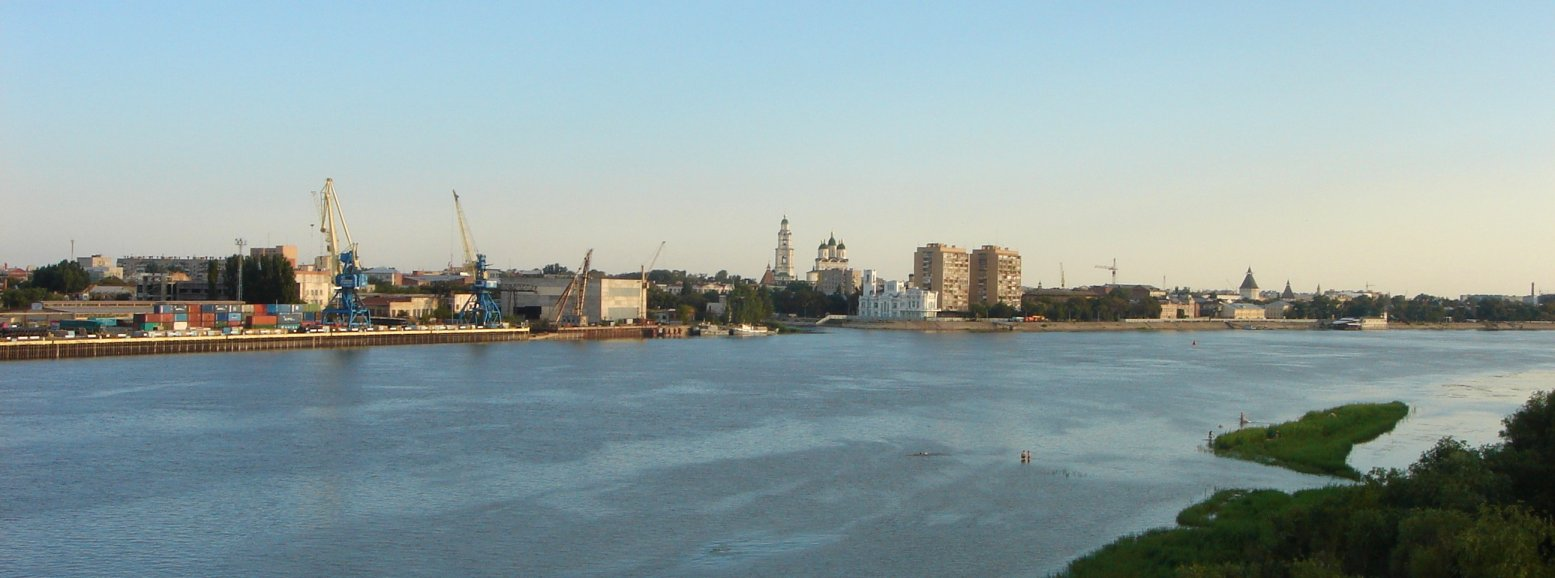
アストラハンのヴォルガ川の港

ヴォルガ川・オカ川の上流域の先住民はフィン・ウゴル語派の民族、メリャ人（Merya）であったが、東スラヴ人がルーシの北東の方へ進出してヴォルガ川に達し勢力を広げた。10世紀ごろにはメリャ人はロシア人に同化したと思われる。その他のフィン・ウゴル語派民族は、ヴォルガ中流域に暮らすマリ人（チェレミス人、現在はマリ・エル共和国を構成する）やモルドヴィン人などがいる。
テュルク系の民族は紀元600年ごろヴォルガ流域に現れ、ヴォルガ川の中・下流域にいたフィン・ウゴル語派民族やインド・ヨーロッパ語族の民族を同化した。この子孫がキリスト教徒で現在チュヴァシ共和国を構成するチュヴァシ人、およびムスリムのタタール諸民族である。
またモンゴル帝国の侵入とともにモンゴル人も多く移住したが、ヴォルガ下流域からカフカス北部を支配したノガイ・オルダの末裔であるモンゴル系ノガイ人は後にダゲスタン人に取って代わられた。17世紀には仏教徒でモンゴル系民族のオイラトがヴォルガ下流に移住しロシア帝国と同盟したが、後にロシア人やドイツ人らに圧迫され中央アジアに戻っていった。このうち戻れなかった人々が、現在ヴォルガ川の西側にあるカルムイク共和国に住むカルムイク人である。
ヴォルガ川沿岸地方はドイツ系少数民族、ヴォルガ・ドイツ人の故郷でもある。エカチェリーナ2世は1763年に、さまざまな報酬を申し出た上で、すべての外国人に対しヴォルガ川流域に来て定住するよう招待する勅令を発した。これは沿岸地域の開発という目的もあったが、ロシア帝国と東側のモンゴル系国家（ジョチ・ウルスの末裔の国々）との間に緩衝地帯を形成する目的もあった。フランス人やイギリス人農民はアメリカへの移住を選び、ロシア帝国の呼びかけに応えたのは貧しいドイツ農民たちであった。ドイツ人の人口は19世紀末には179万に達したが、ロシア革命とその後のロシア内戦によりボリシェビキなどの敵視を受け多くの人口が失われた。ソビエト連邦の下でヴォルガ沿岸の一部にヴォルガ・ドイツ人自治ソヴィエト社会主義共和国が設立されたが、第二次世界大戦前後にその全てが中央アジアなどに移住させられるか処刑され、以後もほとんどの人々はヴォルガ川沿岸に戻ることはなかった。

## 水運

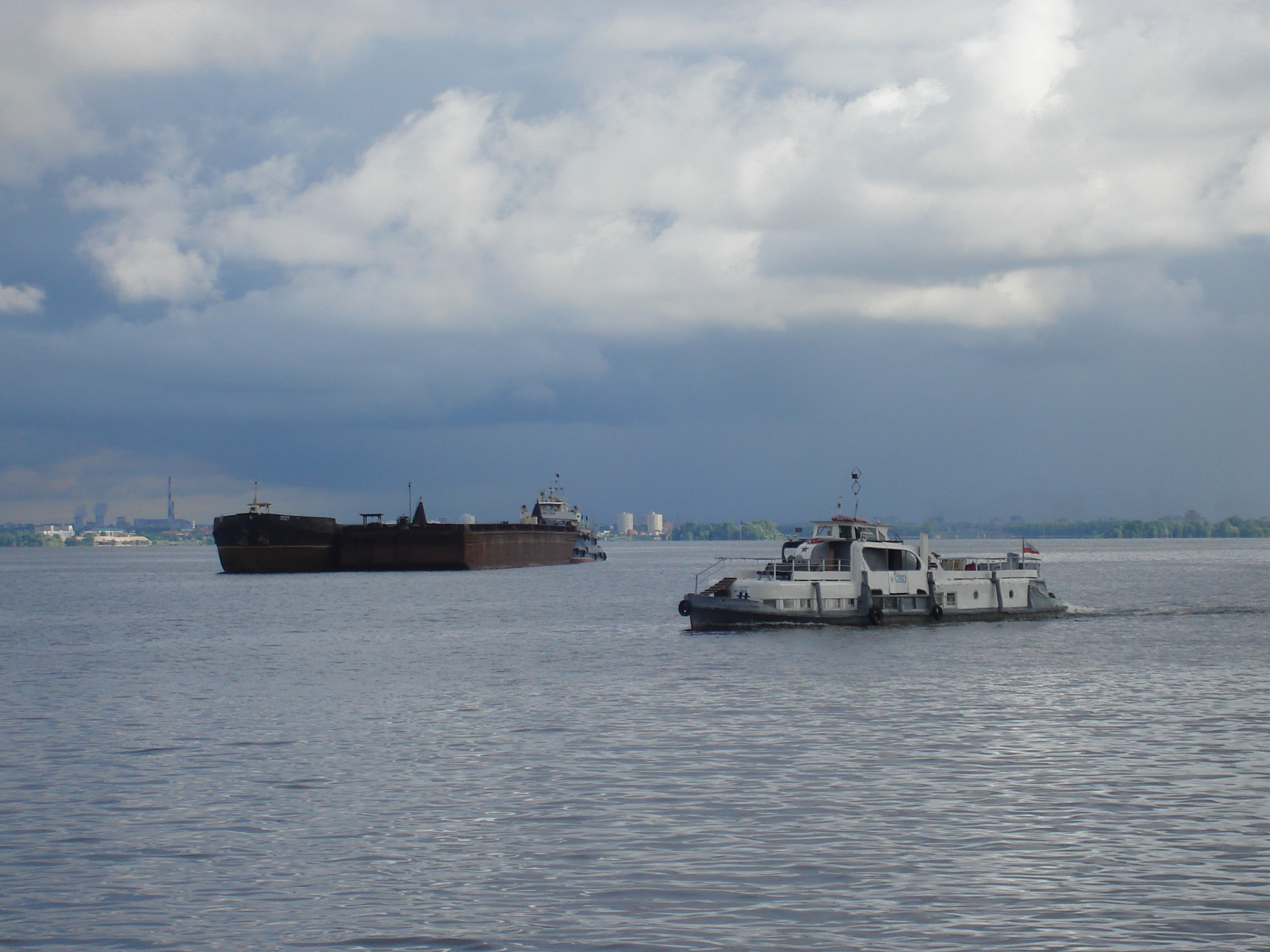
カザン付近の艀

古くから、ヴォルガ川はロシアの内陸水運や国内輸送の重要な幹線となっていて、船引きなども行われていた。現在も、ロシアの河川貨物の、じつに3分の2はヴォルガ川とその支流によって運送されている。川沿いに建設された巨大ダムには閘門が設けられ、門を通ることのできる大きさの船はカスピ海からヴォルガ川最上流まで航行することができる。またヴォルガ・ドン運河によってヴォルガ川やカスピ海からドン川、およびアゾフ海・黒海まで航行することも可能である。ヴォルガ川から北にある湖（ラドガ湖、オネガ湖）を繋ぐヴォルガ・バルト水路によって、サンクトペテルブルクやバルト海へも航行でき、オネガ湖と白海を結ぶ白海・バルト海運河にもつながる。モスクワ運河はモスクワ川とヴォルガ川を繋ぎ、首都モスクワとこれら内陸水路との連絡路となっている。これらの内陸水路は比較的大きな船舶（閘門の規模はヴォルガ川の各ダムで 290m × 30m 、その他の支流や水路ではもう少し小規模になっている）が通ることができるよう設計されている。
ロシア内陸水路への外国船の航行は、ソビエト連邦の崩壊後も長らく制限があり、限られた船舶しか入ることができなかった。しかし欧州連合（EU）とロシアとの経済交流の増加により、ロシア内陸航路の航行制限を緩和する新政策が施行されようとしている。これにより、外国船のヴォルガ川水系の航行が大きく許可されることが期待されている。

## 文化
ロシア人のヴォルガに対する感情には、深いものがあり、音楽、絵画、文学などにしばしば取り上げられている。歌では、古くは『ヴォルガの舟歌』、新しくは『ヴォルガ川は流れる』（Течёт река Волга、歌：リュドミラ・ズィキナ）などがある。絵画では、イリヤ・レーピンの『ヴォルガの船引き画』などがある。